# Vox clamantis in deserto
Vox clamantis in deserto es una locución latina que puede traducirse literalmente como ‘la voz del que grita en el desierto’ o, en sentido figurado, como ‘la persona cuyo consejo permanece desatentido’.

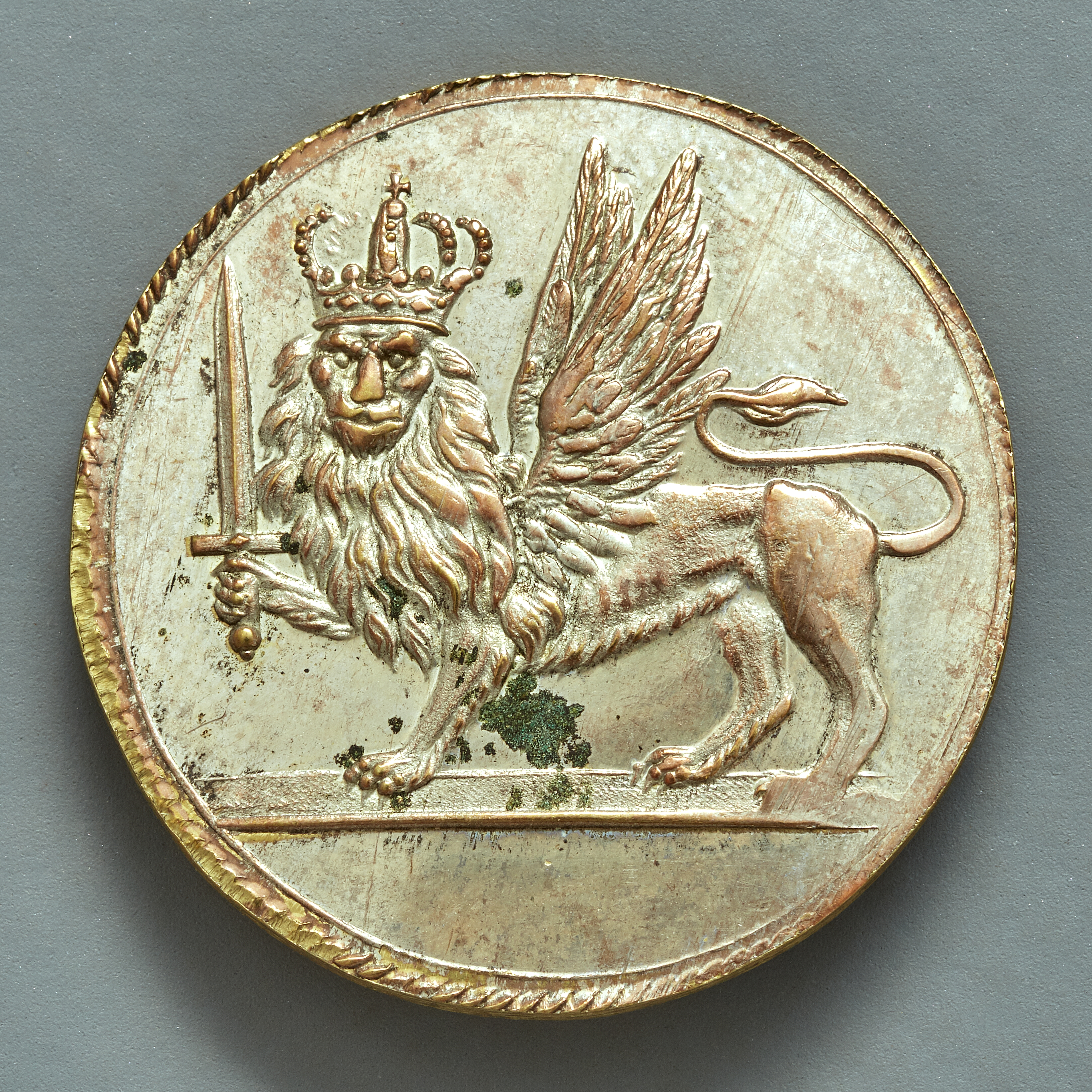
Un botón con la representación del León de San Marcos.

La expresión se utiliza en los Evangelios como referencia a Juan el Bautista, quien fue el precursor de Jesucristo y predicó el bautismo para la limpieza los pecados en el desierto alrededor del río Jordán. El Evangelio de Marcos (1:1-3) comienza con estas palabras:
Initium evangelii Iesu Christi Filii Dei. Sicut scriptum est in Isaia propheta: “Ecce mitto angelum meum ante faciem tuam, qui praeparabit viam tuam; vox clamantis in deserto: “Parate viam Domini, rectas facite semitas eius””.
Comienzo del Evangelio de Jesucristo, Hijo de Dios. Como está escrito en el profeta Isaías: «Yo envío a mi mensajero delante de ti, el cual preparará tu camino; voz del que grita en el desierto: “Preparad el camino del Señor, enderezad sus senderos”»
Es de este pasaje que el evangelista Marcos es representado a menudo como un león rugiente en la iconografía cristiana.

En el Evangelio de Juan (1:22-23) se describe cómo Juan el Bautista se describió a sí mismo:
Dixerunt ergo ei: “Quis es? Ut responsum demus his, qui miserunt nos. Quid dicis de teipso? ”. Ait: “Ego vox clamantis in deserto: “Dirigite viam Domini”, sicut dixit Isaias propheta”.
Y le dijeron: «¿Quién eres, para que podamos dar una respuesta a los que nos han enviado? ¿Qué dices de ti mismo?». Él contestó: «Yo soy la voz que grita en el desierto: “Allanad el camino del Señor”, como dijo el profeta Isaías».

## Influencia cultural
Hoy en día, la expresión se utiliza mayormente en su sentido figurado (es decir, «Predicar, hablar en vano»), o por influencia del Evangelio de Juan que se refiere a que Jesucristo no fue reconocido como Hijo de Dios, o porque en el desierto no hay nadie que pueda escuchar el sermón de Juan Bautista.